# Черче (Чемеровецкий район)
Черче (укр. Черче) — село в Чемеровецком районе Хмельницкой области Украины.
Население по переписи 2001 года составляло 703 человека. Почтовый индекс — 31647. Телефонный код — 3859. Занимает площадь 2,7 км². Код КОАТУУ — 6825283402.
Расположено в излучине реки Смотрич, левого притока Днестра. Основная часть села стоит на правом берегу, на левом к Черче подступают отвесные склоны долины Смотрича, достигающие высоты 20—30 м и переходящие ближе к Каменцу-Подольскому в каньон. На другом берегу Смотрича к югу от Черче расположено село Залучье.
В селе на 2018 г. расположены школа, дом престарелых, фельдшерско-акушерский пункт с поликлиникой, две церкви, магазин и диско-бар. До недавнего времени работали больница и аптека.

## История
Село было основано в конце XV века. В 1637 году был построен костёл Святой Троицы, в котором в советское время был организован клуб. В 1980-е годы предпринимались попытки его разрушить, однако значительных повреждений костёл не получил. Также в селе есть православная церковь Святого Николая Мирликийского, освящённая в 1815 году взамен старой деревянной. Церковь была разрушена после революции, в послевоенное время восстановлена под спортивный зал, а после распада Советского союза — перестроена обратно в церковь. На окраине села есть остатки старого еврейского кладбища.
Село относилось к Циковской волости Каменец-Подольского уезда Подольской губернии. Черче делилось на две части: местечко (возвышенная часть полуострова, образовываемого рекой), в котором проживали евреи, и собственно село. В 1834 году на западном въезде в село был поставлен крест, на постаменте которого по-польски написано: "Боже, благослови эти земли".
По переписи 1897 года в Черче проживало 1552 человека, среди которых были православные, католики и иудеи. В селе было 15 мастерских ремесленников, каменные мельница, костёл и православная церковь.
По сей день в селе сохраняется смешанный религиозный состав населения, исповедующего православие и католицизм.

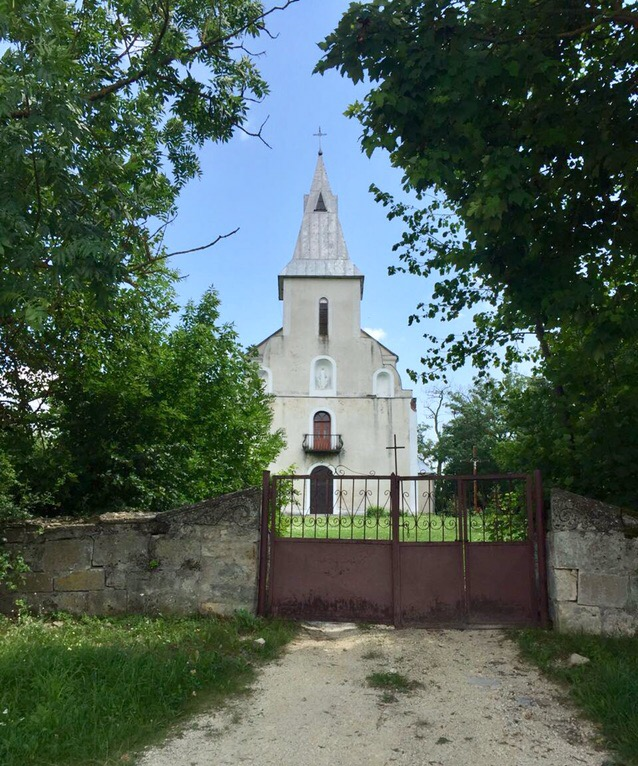
Костёл Святой Троицы в Черче

## Достопримечательности
- Костёл Святой Троицы (XVII в.)
- Православная церковь Святого Николая Мирликийского (XIX в.)
- Три кладбища: католическое ("Польское"), православное ("Русское") и остатки еврейского
- Поклонный крест на западном въезде в село (XIX в.)
- Самовитая Товтра к северо-западу от села — участок национального парка "Подольские Товтры". На древнем известняковом рифе произрастают редкие эндемичные виды растений
- Черчецкая Товтра (среди местных "Терновая") — залесённый холм на левом берегу Смотрича с относительной высотой около 115 м

## Местный совет
31646, Хмельницкая обл., Чемеровецкий р-н, с. Черче, ул. Октябрьская, 1